# کوستریوفو
شهر کوستریوفو (به روسی: Костерёво) در کشور روسیه و در اوبلاست ولادیمیر واقع شده‌است.